# Dungeon Defenders
Dungeon Defenders (с англ. — «Защитники подземелья») — многопользовательская компьютерная игра, разработанная американской компанией Trendy Entertainment, сочетающая в себе жанры tower defense и action/RPG. Действие игры происходит в фэнтези-мире, где игроку предстоит на выбор сыграть за одного из персонажей, защищающих подземелье от множественных орд монстров.
Dungeon Defenders была анонсирована 25 августа 2010 года и выпущена в Xbox Live Arcade, PlayStation Network и на PC. В версии для PlayStation Network имеется поддержка контроллера Move. Директор Epic Games, Марк Рейн, говорил о поддержке кросс-платформенной игры между PlayStation 3 и PlayStation Vita, но в июне 2012 года выход игры на Playstation Vita был отменён.

## Игровой процесс
В игре изначально было доступно 4 класса персонажей: сквайр, монах, охотница и подмастерье. В версии игры для персонального компьютера с 23 ноября 2011 года стали доступны классы, которые являются противоположным полом для каждого из оригинальных персонажей. Позже, в DLC на PC New Heroes, было добавлено четыре новых класса с абсолютно другими умениями. Каждый класс обладает уникальными сооружениями, умениями и своим типом оружия, с помощью которых он должен остановить продвижение монстров. В мультиплеере кооперирование персонажей разных классов позволяет создать уникальную оборону (тем не менее, игрок может выбрать любого из своих персонажей в паузах между волнами, что позволяет создавать комбинированную оборону, даже играя в одиночку).

## Сиквел
18 марта 2013 года был анонсирован сиквел Dungeon Defenders 2, в котором игровой процесс останется из предыдущей части, добавлены новые виды защитных укреплений, а количество персонажей увеличится до 24. Игра будет распространяться в виде free-to-play версии с микротранзакциями для открытия некоторых персонажей, которых также возможно будет открыть просто по ходу игры. В дополнение к обычным режимам игры появится новый, режим игры типа MOBA.

## Саундтрек
Вся музыка написана Afshin Toufighian.
| №   | Название                          | Длительность |
| --- | --------------------------------- | ------------ |
| 1.  | «Dungeon Defenders»               | 1:46         |
| 2.  | «Dungeons - Build Phase»          | 2:02         |
| 3.  | «Dungeons - Combat Phase»         | 4:11         |
| 4.  | «Castle - Build Phase»            | 2:00         |
| 5.  | «Castle - Combat Phase»           | 4:16         |
| 6.  | «Boss Approaching»                | 0:08         |
| 7.  | «Demon Boss»                      | 4:30         |
| 8.  | «The Tavern»                      | 2:15         |
| 9.  | «Rooftops - Build Phase»          | 2:52         |
| 10. | «Rooftops - Combat Phase»         | 4:12         |
| 11. | «Goblin Mech Boss»                | 4:05         |
| 12. | «Finale - Build Phase»            | 3:42         |
| 13. | «Finale - Combat Phase»           | 4:28         |
| 14. | «Grand Dragon Boss»               | 6:00         |
| 15. | «End Credits Theme»               | 2:01         |
| 16. | «Misty Mire - Build Phase»        | 2:33         |
| 17. | «Misty Mire - Combat Phase»       | 5:24         |
| 18. | «Spider Queen Boss»               | 2:24         |
| 19. | «Winter Tavern»                   | 3:11         |
| 20. | «Snowy Village - Build Phase»     | 3:19         |
| 21. | «Snowy Village - Combat Phase»    | 4:16         |
| 22. | «Hail to the Defender!»           | 1:08         |
| 23. | «Arabia - Build Phase»            | 2:55         |
| 24. | «Arabia - Combat Phase»           | 3:12         |
| 25. | «Genie King Boss - Hiding»        | 1:10         |
| 26. | «Genie King Boss - Fighting»      | 1:28         |
| 27. | «Etherian Fantasy»                | 3:55         |
| 28. | «Karathiki Jungle - Build Phase»  | 2:41         |
| 29. | «Karathiki Jungle - Combat Phase» | 3:03         |
| 30. | «Aquanos - Build Phase»           | 3:12         |
| 31. | «Aquanos - Combat Phase»          | 4:41         |
| 32. | «Kraken Boss»                     | 2:35         |
| 33. | «Halloween Special Theme»         | 1:51         |
| 34. | «Series EV»                       | 0:53         |
| 35. | «Sky City - Build Phase»          | 3:50         |
| 36. | «Sky City - Combat Phase»         | 5:12         |
| 37. | «Sky City Boss»                   | 4:22         |
| 38. | «Crystal Level - Build Phase»     | 4:33         |
| 39. | «Crystal Level - Combat Phase»    | 4:15         |
| 40. | «Old One Boss»                    | 5:33         |
| 41. | «Dungeon Defenders - Final Theme» | 1:47         |

## Отзывы и критика
| Сводный рейтинг       | Сводный рейтинг                           |
| Агрегатор             | Оценка                                    |
| --------------------- | ----------------------------------------- |
| GameRankings          | 82,67 % (ПК) 80,85 % (PS3) 78,20 % (X360) |
| Metacritic            | 81/100 (PC) 80/100 (PS3) 77/100 (X360)    |
| Иноязычные издания    |                                           |
| Издание               | Оценка                                    |
| GameSpot              | 6,5/10 (X360)                             |
| GameSpy               | (PC)                                      |
| GamesRadar+           | 7/10 (PC, PS3, X360)                      |
| IGN                   | 8,5/10 (PC, PS3, X360)                    |
| OXM                   | 9,0/10 (X360)                             |
| TeamXbox              | 6,5/10 (X360)                             |
| Русскоязычные издания |                                           |
| Издание               | Оценка                                    |
| Absolute Games        | 82 %                                      |

Dungeon Defenders была оценена критиками весьма положительно. На англоязычном сайте-агрегаторе Metacritic версии для PC, Xbox 360 и PlayStation 3 оценили в 81/100, 77/100 и 80/100 баллов соответственно. На веб-сайте Absolute Games игру сравнили с Orcs Must Die!, она была раскритикована за элементы RPG, но оценена за tower defense составляющую и имеет рейтинг в 82 %.

## Продажи
За первые две недели было продано 250 000 копий. По состоянию на 22 декабря 2011 года в мире было продано 600 000 копий игры, преимущественно через Steam.
Летом 2018 года, благодаря уязвимости в защите Steam Web API, стало известно, что точное количество пользователей сервиса Steam, которые играли в игру хотя бы один раз, составляет 2 483 252 человека.